# Ludwik Waryński
Ludwik Waryński, född 24 september (gamla stilen: 12 september) 1856 i Martynówka, död 2 mars 1889 på Schlüsselburg, var en polsk politiker och publicist.
Waryński redigerade 1882 den socialrevolutionära tidskriften "Proletariat", som utgavs av det socialrevolutionära partiet med samma namn i Kongresspolen. Detta parti – det första i sitt slag – ivrade för en sammanslutning med de ryska revolutionärerna och samarbetade med den hemliga föreningen "Narodnaja volja" i Ryssland. Waryński häktades 1883 och blev efter två års rannsakningshäkte jämte 28 kamrater dömd av krigsrätten i Warszawa och inspärrad i Schlüsselburg, där han dog.